# Manuel Nájera
Manuel "Potrillo" Nájera Siller (ur. 20 grudnia 1952 w Cuautli) – meksykański piłkarz występujący na pozycji prawego obrońcy. Jego bracia, Román Nájera i Víctor Nájera, również byli piłkarzami.

## Kariera klubowa
Nájera rozpoczynał swoją karierę piłkarską jako dziewiętnastolatek w zespole CD Zacatepec. W jego barwach w sezonie 1971/1972 zadebiutował w meksykańskiej Primera División i szybko został podstawowym i czołowym piłkarzem drużyny bijącej się wówczas o utrzymanie w najwyższej klasie rozgrywkowej. Po dwóch latach odszedł do ekipy Puebla FC, w której barwach także spędził kolejne dwa sezony w roli kluczowego defensora. W połowie 1975 roku podpisał umowę z Universidadem de Guadalajara, gdzie od razu wywalczył sobie miejsce w wyjściowej jedenastce, odnosząc z tym zespołem największe sukcesy w karierze. Już w pierwszych rozgrywkach, 1975/1976, zdobył z Universidadem tytuł wicemistrza Meksyku i sukces ten powtórzył również rok później, w sezonie 1976/1977. W 1978 roku triumfował ze swoją drużyną w najbardziej prestiżowych rozgrywkach kontynentu, Pucharze Mistrzów CONCACAF. Po czterech latach przeszedł do innej ekipy z Guadalajary, Club Jalisco, z którą w sezonie 1979/1980 spadł do drugiej ligi, a karierę zakończył w wieku 31 lat jako gracz CF Monterrey, z którym mimo regularnej gry w pierwszym składzie nie zdobył żadnego trofeum.

## Kariera reprezentacyjna
W reprezentacji Meksyku Nájera zadebiutował za kadencji selekcjonera Javiera de la Torre, 12 października 1972 w wygranym 3:1 meczu towarzyskim z Kostaryką. Trzy lata później triumfował z nią w turnieju Copa Ciudad de México. W 1978 roku został powołany przez szkoleniowca José Antonio Rocę na Mistrzostwa Świata w Argentynie, po uprzednich regularnych występach w kwalifikacjach tego turnieju. Podczas mundialu pozostawał jednak rezerwowym swojej kadry, nie wybiegając na boisko w żadnym spotkaniu, natomiast jego drużyna po komplecie porażek odpadła z rozgrywek już w fazie grupowej. Swój bilans reprezentacyjny zamknął ostatecznie na siedemnastu występach bez zdobytej bramki.